# 陳能通
陳能通（1899年—1947年），臺灣臺北汐止人，京都帝國大學物理系畢業，曾任淡江中學校長。二二八事件時，遭到國民黨政府殺害。

## 簡介
出身汐止世族，祖輩即追隨馬偕牧師信奉基督教。父親陳旺為牧師。
於淡江中學畢業後赴日本本土，於熊本第五高等學校、京都帝國大學物理系畢業，回臺任教於淡江中學，後又辭職，入東京神學院研究喀爾文派與預選說教義，改任教於臺南長榮中學、臺北神學校。
1945年二次大戰結束，擔任淡江中學教務主任，1946年接替林茂生，任淡江中學校長。1947年二二八事件發生，有學生陳屍校園，陳能通出面收屍。1947年3月11日遭到國民黨軍人闖入校長宿舍將之逮捕，失去音訊，與淡江中學教員黃何純一起遭難。後來警備總部表示陳能通有「發表荒謬言論，煽動學生，招致流氓及青年，在校舉辦軍事訓練班」之罪名，顯示已遭殺害，唯遺體仍下落不明。